# 北格林尼治站
北格林尼治站（英語：North Greenwich tube station）是倫敦地鐵銀禧綫的一個車站，位於英國倫敦格林威治皇家自治市，格林尼治半島的最北端，毗鄰O2場館（前身是千禧巨蛋）。
車站於1999年5月14日啟用，屬於倫敦軌道運輸第2、3收費區，是銀禧綫以至整個倫敦地鐵系統最東的地下車站。

## 地理位置
該站位於泰晤士河南岸、格林尼治半島（Greenwich Peninsula，前稱東格林尼治）的最北端，同時亦為格林威治皇家自治市轄區的最北端。車站毗鄰O2場館（前身是千禧巨蛋）以及黑牆隧道出入口。
然而，傳統上稱為「北格林威治」的地方是泰晤士河北岸、狗島（Isle of Dogs）最南端，即碼頭區輕便鐵路島園站附近，北格林威治站與該地既非隔河相望，地理上亦不接近。
此外，該站亦不接近格林尼治鎮中心，車站離查爾頓更近。

## 歷史
1980年代晚期，倫敦碼頭區和金絲雀碼頭正重新開發成新商業區。由於金絲雀碼頭於1987年時只有碼頭區輕便鐵路服務，而該輕鐵服務亦明顯將於1990年前飽和，當時發展金絲雀碼頭碼頭的奧林匹亞及約克公司就建議興建「滑鐵盧與格林尼治鐵路」，走綫始於滑鐵盧，途經倫敦橋和金絲雀碼頭，終於格林尼治，估計造價為4億英鎊。
然而，倫敦交通委員會認為應先待新鐵路發展研究報告結果出爐才擬定走綫。其中，東倫敦鐵路研究報告建議銀禧綫由綠園站延伸至史卓福站，途經西敏站、滑鐵盧站、金絲雀碼頭（沿用了「滑鐵盧與格林尼治鐵路」滑鐵盧至金絲雀碼頭一段走綫）、黑牆和景寧鎮站，其中景寧鎮至史卓福一段鐵路與北倫敦綫東段並排。1990年，上述走綫獲倫敦交通委員會採納。
金絲雀碼頭至景寧鎮一段走綫原規劃經過泰晤士河北岸黑牆（Blackwall）地區，並於當地設站。當時格林尼治半島尚未有興建千禧巨蛋的計劃。由於英國天然氣公司正規劃將格林尼治半島一幅已停用的煤氣廠用地改作房屋發展，該公司遂游說倫敦區域運輸局修改走綫，改為下穿泰晤士河，途經泰晤士河南岸的格林尼治半島並設站（即此站），再下穿泰晤士河返回北岸到達景寧鎮，並承擔2,500萬英鎊費用。銀禧綫延綫因此取消黑牆站，改設北格林威治站。
銀禧綫延綫主體工程透過1992年倫敦地鐵法（London Underground Act 1992）獲批准展開，其餘工程則透過1993年倫敦地鐵（銀禧）法（London Underground (Jubilee) Act 1993）獲准展開。1994年10月，由於同樣使用了新奧工法的希思羅機場快線建築工程出現隧道倒塌，銀禧綫延綫的隧道鑽挖工程因而受到延誤。
北格林威治站於1999年5月14日啟用，是銀禧綫其中一個大型車站。該站每小時能應付約2萬人次的客流量，能夠處理來自千禧巨蛋（現為O2）舉行大型活動時的龐大客流。

## 車站設計

### 建築設計

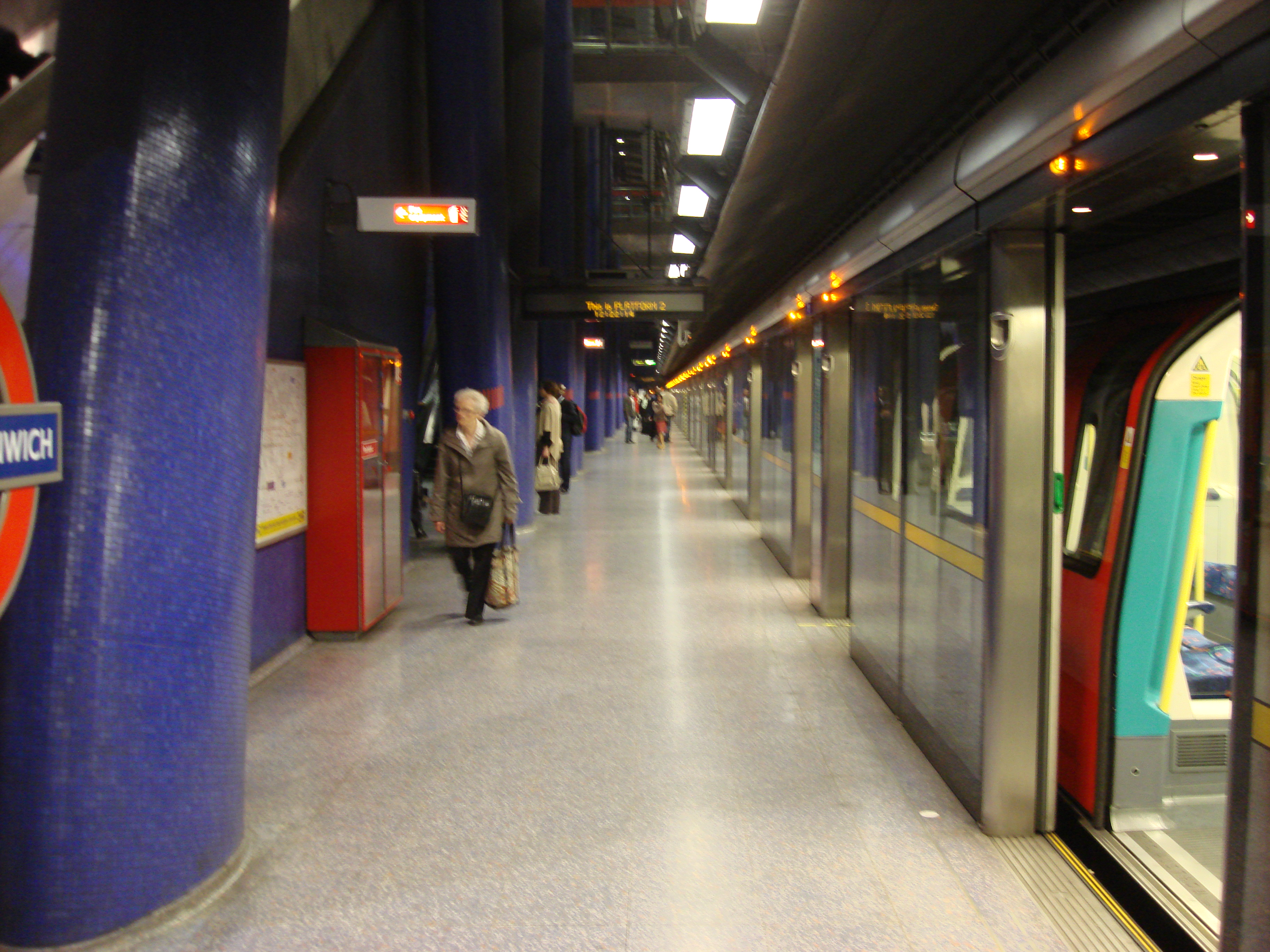
北格林尼治站2號月台

北格林威治站為三層地底箱型結構（station box），長360米、闊30米、深13米，以明挖回填形式建造。設計北格林威治站的英國建築師Will Alsop最初打算採用穿透式設計，即行人從地面向下俯望可看見位於地下二層的月台，而圓筒形的售票大堂則懸吊於月台之上。原有設計有助引入鮮風與自然光，並節省興建回填路面的成本；但最終為避免阻礙發展車站上蓋，加上車站選址有土壤污染之顧慮，故決定補回車站「頂蓋」。
車站內裝以鈷藍色為主調色，取意於格林威治地區深厚的海事歷史，大異於銀禧綫延綫其他車站的銀灰色風格。月台層豎有21對傾斜成V形的混凝土柱，支撐箱型站體的頂蓋；位於中層的車站大堂則以修長的鋼柱懸吊於頂蓋之下。V形混凝土柱和月台牆壁均以鈷藍色紙皮石鋪面，靈感源自香港地鐵車站。該鐵路系統中，每個車站均會配有各自的主色，讓乘客辨別各車站。

### 樓層分布
| 地下     | 地面層 | 出口、商店、巴士總站、洗手間 | 出口、商店、巴士總站、洗手間 | 出口、商店、巴士總站、洗手間 |
| 低層地下 | 大堂   | 售票大堂、商店               | 售票大堂、商店               | 售票大堂、商店               |
| 月台     | 月台   |                              | 銀禧綫往史丹摩（金絲雀碼頭） | ➊                            |
| 月台     | 月台   | 島式月台，開右邊車門         |                              |                              |
| 月台     | 月台   | ➋                            | 銀禧綫備用月台               | ➋                            |
| 月台     | 月台   | ➌                            | 銀禧綫往史卓福（景寧鎮）     |                              |
| 月台     | 月台   | 側式月台，開左邊車門         |                              |                              |

### 月台
北格林威治站除了東、西行綫各設一個月台外，中間尚設有一個備用月台（2號月台），與西行綫3號月台（史丹摩方向）共用同一月台島。於繁忙時間，常有東行列車以該站為終點站，從東行軌道駛入2號月台卸客，然後改為西行列車從同一月台載客開出往倫敦市中心方向。由於從2號月台前往1號月台（史卓福方向）需經由上層車站大堂跨過路軌前往，故此等短途列車的車長往往會在廣播中建議非前往北格林威治的乘客提早於金絲雀碼頭站下車，留在同一月台等候下一班車，以省卻轉換樓層之麻煩。
車站建造時附近一片荒蕪，有充裕空間增設額外設施方便車輛調度；銀禧綫延綫當時也有興建支綫前往攝政王子站的初步計劃。在上述兩項原因影響之下，北格林威治站設置三個月台，成為銀禧綫延綫上面積最大的車站。
與銀禧綫延綫的其他地底車站一樣，北格林威治站月台設有全高式月台幕門。

## 列車班次
該站的路軌設計使銀禧綫東西行列車均可以該站為總站，但一般而言，只有繁忙時間部分東行列車會以該站為終點站而折返，除除緊急情況外鮮有只來往格林威治與史卓福的列車。

### 繁忙時間
- 24班 西行 往史丹摩 [9]
- 6班 西行 往溫布利公園 ／ 威爾斯登綠地 / 西漢普斯特德[9]

- 24班 東行 往斯特拉福德 [9]

### 平日非繁忙時間
- 16班 西行 往史丹摩 [9]
- 8班 西行 往溫布利公園 ／ 威爾斯登綠地 [9]

- 24班 東行 往斯特拉福德 [9]

### 週末非繁忙時間
- 18班 西行 往史丹摩 [9]
- 6班 西行 往溫布利公園 [9]

週末深夜時段部分西行列車會以威爾斯登綠地為總站。

### 週五、六通宵時段
2016年10月7日起，銀禧綫逢週五、六晚上設有通宵列車服務。每小時有6班列車 自此有通宵列車服務該站。
2020年3月20日，倫敦地鐵所有通宵列車服務因2019冠狀病毒病疫情而暫停。銀禧綫的通宵列車服務於2022年5月21日起恢復。

## 接駁交通

### 北格林威治巴士總站

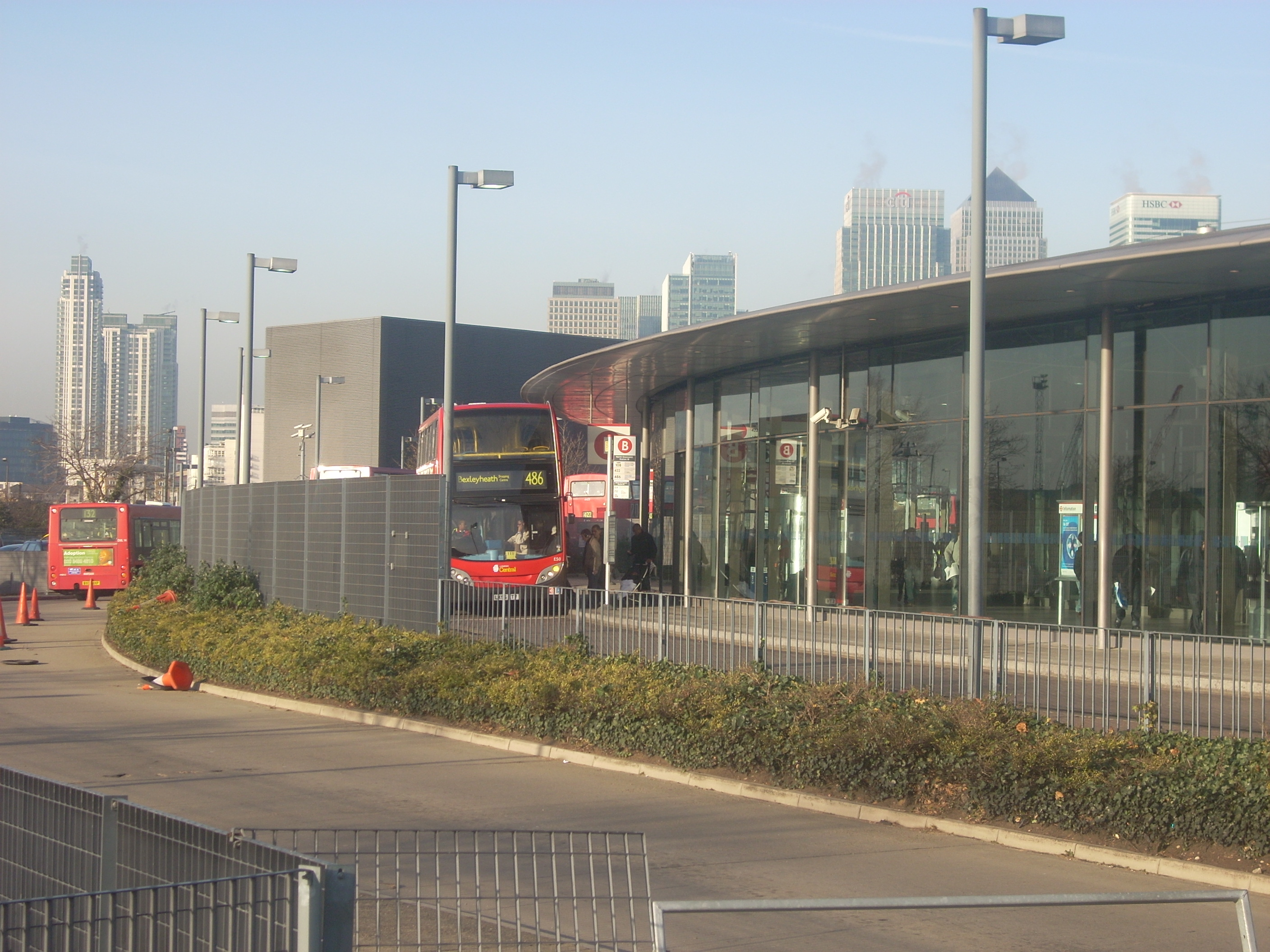
北格林威治巴士總站，背景可見金絲雀碼頭商業區

北格林尼治巴士總站（North Greenwich Bus Station）位於該站地面，倫敦巴士108、129、132、161、180、188、335、422、472和486號均途經該站。
巴士總站由霍朗明建築師事務所設計，頂棚採用翼型設計，候車間的立面則採用玻璃幕牆，確保自然光能照射至建築物深處之餘，亦使乘客免受日曬雨淋之苦。

### 其他接駁交通
倫敦纜車於2012年6月28日啟用，連接格林威治半島和位於倫敦展覽中心西邊的皇家維多利亞船塢。倫敦纜車的IFS雲端格林威治半島站位於北格林威治站以東約240米處。
倫敦水上交通於鄰近該站入口的北格林尼治碼頭提供三條航線服務：
|  | 航線編號 | 航線                                                    | 參考資料 |
|  | -------- | ------------------------------------------------------- | -------- |
|  | RB1      | 巴特錫發電站碼頭/西敏碼頭 ↔ 北格林尼治碼頭/巴金河畔碼頭 | [ 16 ]   |
|  | RB2      | 巴特錫發電站碼頭 ↔ 北格林尼治碼頭/格林尼治碼頭          | [ 17 ]   |
|  | RB6      | 匹尼碼頭 ↔ 金絲雀碼頭                                   | [ 18 ]   |

註：RB2及RB6航線只有部分班次途經北格林尼治碼頭，RB6航線於週末不設服務。
三條航線均以雙體船行走，並於繁忙時間提供更頻密的班次。